# Fiumara
Fiumara är en kommun i storstadsregionen Reggio Calabria, innan 2017 provinsen Reggio Calabria, i regionen Kalabrien, Italien. Kommunen hade 935 invånare (2017) och gränsar till kommunerna Calanna, Campo Calabro, Reggio di Calabria, San Roberto, Scilla och Villa San Giovanni